# Каталонска Република (2017)
Република Каталонија (кат. República Catalana; оксит. Republica Catalana; шп. República Catalana) била је самопроглашена држава у источном дијелу Пиринејског полуострва, у Европи. Независност је проглашена након спроведеног референдума о независности.
Република је обухватала исту површину као Каталонска покрајина у уставном оквиру Краљевине Шпаније, 32.091 km², а званичан број становника је око 7,5 милиона (2010). Претежно становништво су Каталонци који говоре каталонским језиком. Главни град је био Барселона.

## Поријекло назива
Назив Каталонија почео је да се употребљава у 11. вијеку. Постоји неколико претпоставки како је дати назив изведен:
- По првој претпоставци Каталонија је добила назив према мјесној ријечи за замак — кастла (castlà, енгл. Castel), па би према томе Каталонија била „Земља замака”;[2][3]
- По другој претпоставци је дати назив добијен од ријечи Готија („Земља Гота”), која је постепено прешла у данашњи назив (Готија > Готландија > Готаланија > Каталонија).[4]

## Управна подјела
Површина покрајине је 32.114 km.
Каталонија је подијељена на 4 покрајине са истоименим градовима као управним средиштима:
- Барселона,
- Жирона,
- Љеида,
- Тарагона.

Дате покрајине се даље дијеле на округе (комарке). Њих је укупно 41.

## Историја

### Праисторија и антика
Област Каталоније била је насељена већ у доба праисторије разним иберским племенима. У доба ране антике Стари Грци и Картагињани оснивају своје колоније дуж каталонског приобаља. Касније, током времена староримске државе тадашња провинција Тарако постаје једна од најразвијенијих у западном Средоземљу. У ово вријеме мјесно становништво је романизовано.

### Средњи вијек
Након пада Западног римског царства област данашње Каталоније је заједно са осталим провинцијама на Пиринејском полуострву пала под власт Визигота, под којима остаје 4 вијека. Тада је њихова власт била замијењена краткотрајном влашћу Мавара, које 732. године протјерују Франци. Ова област постаје неколико вијекова погранично подручје између Франака на сјеверу и Мавара на југу. Оваква околност омогућила је појаву мјесних кнежевстава, вазала Франака (801—987), која су утрла пут стварању каталонског народа. Године 987. кнез Барселоне је постао самосталан и тада започиње развој средњовјековне каталонске државе. Године 1137. владар Рамон Беренгуер IV је женидбом са владарком сусједне Арагоније створио заједничку државу — Краљевину Арагонију. Ова краљевина је у каснијим вијековима имала значајан утицај у Средоземљу, нарочито западном дијелу (Балеари, Корзика, Сардинија, Сицилија, Напуљ, те Атика). Године 1469. Краљевина Арагонија је вјенчањем владара заједно са Краљевином Кастиљом створила Краљевину Шпанију.

### Нови вијек
Иако су обје некадашње краљевине имале значајну аутономију у оквиру Шпаније помјерање трговачких путева на Атлантик довело је до јачања Кастиље и Мадрида, па је аутономија Каталоније временом слабила. Мјесна привреда је пропадала. Почетком 18. вијека дошло је до династичких сукоба око престола, у којима су побиједили Бурбони, противници Каталоније, па је 1714. дошло до укидања каталонске аутономије.

### Савремено доба
Након два вијека таворења, у другој половини 19. вијека почиње развој савремене привреде у Каталонији, која постаје „индустријско срце” тадашње Шпаније. Почетком 20. вијека почиње освјешћивање Каталонаца и борба за права, која су исходила добијањем аутономије 1931. године. Међутим, аутономија је била кратког вијека и одмах по окончању Шпанског грађанског рата, 1939. године генерал Франко укида аутономију Каталоније и ограничава употребу каталонског језика. Ово је временом довело до великог гњева код становништва, па је одмах по смрти генерала Франка 1975. године дошло до притиска за добијање аутономије, која је и добијена 1978. године. Као веома развијена област у држави, Каталонија је искористила прикључење Шпаније ЕУ 1985. године и нагло се развила током протекле три деценије. Дана 18. јуна 2006. одржан је референдум на ком се са 74% гласова „За“ изгласао нови статут аутономије у оквиру Шпаније. Према новом Статуту о аутономији, Каталонија је добила најшири облик аутономије и пуну самоуправу у оквиру Шпаније; дефакто, добила је статус федералне јединице. Нови статут ступио је на снагу 9. августа 2006. године.
Жеља за независности од Шпаније је почела да се јавља крајем 2015. побједом коалиције „Заједно за да”, која је освојила 62 од 135 мјеста у каталонском парламенту, па је тако расписан референдум о независности 1. октобра 2017. године.
Грађани су на референдуму о независности са 90,9% гласали „за” да Каталонија постане независна република.

## Међународна признања независности
Ни једна међународно призната суверена држава није признала једнострано проглашену независност, мада су у појединим државама покренуте иницијативе за изгласавање признавања исте:
- Аргентина — посланик у аргентинском парламенту Хуан Карлос Ђордано отворено је подржао једнострано проглашену независност и најавио да ће предати предлог аргентинском парламенту о признању.[6]
- Словенија — бројне значајне личности из Словеније прије проглашења дале су подршку за признавање независности, у случају да дође до њеног проглашења.[7]
- Финска — Мико Карна, посланик владајуће странке у Парламенту Финске испред партије Центра коју води Премијер државе честитао је народу Каталоније проглашење независности и најавио да ће ускоро финском парламенту поднијети приједлог да призна новонасталу државу.[8]
- Од раније су независност подржале Венецуела и Сјеверна Кореја, али нису повукле никакве потезе нити давале изјаве након званичног једностраног проглашења независности.

Такође, ни једна од међународно непризнатих држава није признала независност, али се отворено показује наклоност ка томе у Абхазији и Јужној Осетији. Поједини региони који су познати по сепаратистичким тежњама су поздравили проглашење, али нагласили да ће званично признање од стране њихових држава зависити од националне Владе, те да неће једнострано признавати (Герт Бурге — министар у Влади Фландрије, Жан-Гал Таламони — председник Корзике и регионална влада Шкотске).

## Природне одлике
Рељеф: У оквиру Каталоније разликују се три природне цјелине. Приобални дио на истоку и југу чини низ приморских долина испресијецаних побрђем које допире до мора. Приморске равнице стварају значајније ријеке покрајине (Ебро, Тер, Љобрегат, Сегре) у доњем дијелу својих токова. Ова цјелина је најнасељенији и привредно најзначајнији дио Каталоније. Ту је смјештен и град Барселона. Средишњи дио земље чине брда и ниже планине, и то је махом дио под маслињацима и виноградима. Сјеверни дио Каталоније је изразито планински и чине га источни Пиринеји, који у потпуности затварају покрајину са сјевера. Њихови највиши врхови досежу и преко 3000 м надморске висине (Врх Пика Д’Естатс 3143 м н. в.). Ово је привредно слабије развијен дио Каталоније са ријетком насељеношћу по уским долинама.
Клима: Клима у приморском дијелу Каталоније је средоземна, у средишњем дијелу има одлике умјереноконтиненталне климе, да би у планинским крајевима добила оштрије, планинске црте.
Воде: Каталонија је приморска земља са изласком на сјеверозападну обалу Средоземног мора на свом истоку и југоистоку. Обала је слабо разуђена, без значајнијих острва. Од ријечног система најзначајнији је Ебро, који тече покрајином само доњим дијелом тока. Друге значајне ријеке су Тер, Љобрегат и Сегре, које горњим дијелом тока теку кроз Пиринеје, да би доњим дијелом досегле приморске равнице и море.
Биљни и животињски свијет: Каталонија је богата „зеленилом”, а чак 30% земље је под обрадивом земљом. Област Пиринеја је покривена шумама, углавном боровим.

## Становништво
Данас Каталонија има преко 7,5 милиона становника. То је чак 4 пута више становника него прије једног вијека, односно за 50% више него 1970. године. По овоме се може рећи да је раст становништва био знатно бржи него у другим дијеловима Шпаније, а разлог овоме је нагли раст града Барселоне, у чијем ширем подручју живи чак 2/3 становништва покрајине.
Густина насељености је око 230 ст./km², што је више него двоструко од просјека (око 100 ст./km²) за Шпанију. Међутим, дио Каталоније око града Барселоне је изузетно густо насељен — преко 1000 ст./km². Равничарски и приобални дио земље је такође густо насељен. Овај дио земље је развијенији, а привреда је првенствено окренута индустрији и туризму. Пиринејско подручје на сјеверу је слабо насељено (<50 ст./km²).
Етничку слику Каталоније доминантно чине Каталонци. Утицај наглог развоја покрајине у посљедњем вијеку види се и у примјетном удјелу новоусељеног становништва. До прије неколико деценија овдје су се махом насељавали усељеници из слабије развијених дијелова Шпаније, али је протекле двије деценије дошло до значајног скока усељавања из иностранства (Латинска Америка, Африка, Источна Европа), па страни усељеници данас чине око 8,9% укупног становништва.
Језик: Каталонци говоре каталонским језиком, који је заједно са окситанским и шпанским званични језик Каталоније. Међутим, током Франкове владавине употреба каталонског језика је била строго ограничена, усљед чега је знатан дио становништва заборавио матерњи језик. Добијањем аутономије каталонске власти су низом мјера успоставиле значај каталонског језика, па је његова употреба данас веома распрострањена. И поред тога, ни данас га више од 1/3 становништва не употребљава као матерњи језик умјесто шпанског (који зна безмало цјелокупно становништво). Ово нарочито важи за Барселону. У крајње сјеверозападном дијелу Каталоније (Аранска долина) говори се окситански језик, који има статус званичног у оквирима дате долине.

### Највећи градови
| Барселона Лоспиталет де Љобрегат | 1.  | Барселона                | Барселона | 1.615.908 | Бадалона Тараса |
| Барселона Лоспиталет де Љобрегат | 2.  | Лоспиталет де Љобрегат   | Барселона | 253.782   | Бадалона Тараса |
| Барселона Лоспиталет де Љобрегат | 3.  | Бадалона                 | Барселона | 218.329   | Бадалона Тараса |
| Барселона Лоспиталет де Љобрегат | 4.  | Тараса                   | Барселона | 206.245   | Бадалона Тараса |
| Барселона Лоспиталет де Љобрегат | 5.  | Сабадељ                  | Барселона | 203.969   | Бадалона Тараса |
| Барселона Лоспиталет де Љобрегат | 6.  | Тарагона                 | Тарагона  | 131.158   | Бадалона Тараса |
| Барселона Лоспиталет де Љобрегат | 7.  | Љеида                    | Љеида     | 131.731   | Бадалона Тараса |
| Барселона Лоспиталет де Љобрегат | 8.  | Матаро                   | Барселона | 119.780   | Бадалона Тараса |
| Барселона Лоспиталет де Љобрегат | 9.  | Санта Колома де Граманет | Барселона | 117.336   | Бадалона Тараса |
| Барселона Лоспиталет де Љобрегат | 10. | Реус                     | Тарагона  | 107.770   | Бадалона Тараса |

## Привреда
Каталонија је посљедњих пар деценија, по свим привредним показатељима, важила као једна од најбогатијих аутономних заједница Шпаније.
Традиционалне привредне гране у већини дијелова земље су углавном индустрија и пољопривреда. Пољопривреда се углавном темељи на узгајању винове лозе и маслина и производњи вина и маслиновог уља. У равничарским крајевима гаје се жито и агруми.
Индустрија је махом развијена око Барселоне и разноврсна је.
Међутим, највећи дио становништва упошљен је у терцијарном и квартарном сектору (60%). Оба сектора су везана за град Барселону, као главни град државе и важно туристичко одредиште — туризам и угоститељство, трговина, банкарство, државна управа, јавне, културне, образовне установе. Туризам је изузетно битна развојна грана земље. Развијене су све врсте туризма, од којих се највише истиче културолошки туризам, везан за очувано градитељско, вјерско и умјетничко насљеђе града Барселоне. Љетњи туризам је развијен у приобалним дијеловима покрајине — Коста Брава (Бланес, Тоса дел Мар, Љорет де Мар) и Коста Дорада (Сиђес, Тарагона, Камбрилс).

## Знаменитости
Постоји неколико Унескових мјеста Свјетске баштине у Каталонији:
- Саграда фамилија, Барселона
- Археолошко налазиште Тарако, Тарагона
- Романичке цркве у градићу Ваљ де Бој
- Парк Гуељ, Барселона
- Палата Гуељ, Барселона
- Каса Мила, Барселона
- Манастир Поблет, Поблет, покрајина Тарагона
- Каталонска палата музике, Барселона
- Болница Сан Пау, Барселона

## Слике градова
- Барселона
- Ђирона
- Љеида
- Тарагона